# NGC 465
NGC 465 (другое обозначение — ESO 29-SC40) — рассеянное звёздное скопление в созвездии Тукан.
Этот объект входит в число перечисленных в оригинальной редакции «Нового общего каталога».
Несмотря на то, что Уильям Гершель и Джон Дрейер полагали, что номер 9 в каталоге наблюдений Джеймса Данлопа был наблюдением этого скопления, сейчас считается, что это не так, однако номера 8 и 12 могут быть наблюдениями NGC 465.